# نهر بارايبا دو سول
بارايبا دي سول (بالبرتغالية: Rio Paraíba do Sul)، أو ما يسمى ببساطة بارايبا، هو نهر في جنوب شرق البرازيل. يتدفق 1,137 كيلومتر (706 ميل)  من الغرب إلى الشمال الشرقي من أبعد منابعه عند منايع نهر بارايتنجا إلى المحيط الأطلسي بالقرب من كامبوس دوس غويتاكازس. يكتسب النهر اسمه من التقائه بنهر بارايبونا عند سد بارايبونا.
الروافد الرئيسية للنهر هي أنهار جاكواري وبوكيرا وبارايبونا وبريتو وبومبا ومورياي. هذان الأخيران هما الأطول وينضمان إلى النهر الرئيسي عند 140 كيلومتر (87 ميل) و50 كيلومتر (31 ميل) من المصب على التوالي.
يتراوح وادي بارايبا دو سول من خطي عرض 20 ° 26 'و 23 ° 39 جنوبا وخطي طول 41 ° و 46 ° 30'W ويغطي مساحة تبلغ حوالي 57000 كم 2 (22000 ميل مربع) موزعة على ثلاث ولايات. الأنشطة الاقتصادية الرئيسية هي الصناعة وتربية الماشية.

## التنقل
في الوقت الحالي ، يمكن التنقل في جزأين فقط من النهر:
- القسم السفلي، هناك عملية ملاحة أولية تقوم بها قوارب صغيرة تنقل بشكل أساسي مواد البناء إلى مدينة كامبوس دوس غويتاكازيس.
- الجزء الأوسط العلوي، بين كاتشويرا باوليستا وجواراريما ، حوالي 280 كم (170 ميل). على الرغم من الانخفاض الصغير البالغ 19 سم / كم ، فإن الملاحة تقتصر على القوارب السياحية.

تعوق الملاحة في أماكن أخرى عدة عقبات ؛ شلالات ومنحدرات وأقسام ذات انحدار كبير وأعمال كهرومائية متنوعة بدون أقفال. ومن العوامل الأخرى التي تعرقل الملاحة وجود جسور للطرق السريعة والسكك الحديدية وقرب الطرق والسكك الحديدية التي تلي ضفة النهر وموقع العديد من المدن على ضفافه.

## المراكز السكانية
يعتبر وادي بارايبا منطقة خصبة للغاية وكان دائمًا منطقة ذات كثافة سكانية عالية نسبيًا. المدن الواقعة على النهر أو بالقرب منه هي:
- بارا مانسا
- تريس ريوس
- كامبوس دوس غويتاكازس
- فولتا ريدوندا
- ساو جوزيه دوس كامبوس
- جويز دي فورا

## علم البيئة
على عكس الأنهار في شمال البرازيل حيث تكون الاختلافات الموسمية في درجة حرارة المياه محدودة نسبيًا بشكل عام، فإن تلك الموجودة في جنوب البرازيل، مثل بارايبا دو سول، تظهر اختلافات واضحة بين الشتاء والصيف. خلال المسح للنهر في لورينا، ساو باولو، تفاوتت المياه من 26.6 درجة مئوية (79.9 درجة فهرنهايت) في الصيف إلى 15.2 درجة مئوية (59.4 درجة فهرنهايت) في الشتاء. الأس الهيدروجيني محايد ويتقلب بشكل عام بين 6 و 8.
حوض باريبا دي سول هو موطن لأكثر من 100 نوع من الأسماك المحلية معظمها من فصائل الأسماك المصفحة والخراقينية والسلوريات الطفيلية. حوالي 40 ٪ من أنواع الأسماك في حوض النهر متوطنة ( يقتصر جنس Oligobrycon بالكامل على الحوض)  وقد تم اكتشاف أنواع جديدة في السنوات الأخيرة، بما في ذلك سمك السلور الصغير Pareiorhina hyptiorhachis الذي تم وصفه علميا فقط في عام 2013. 
نتيجة للتدفق عبر أحد أكثر المناطق كثافة سكانية وصناعية في البرازيل، يعاني نهر بارايبا دو سول من التلوث. وجدت الدراسات التي أجريت على لؤلؤة السيشليد Geophagus brasiliensis أن مستويات بعض الفلز الثقيل تجاوز الحدود التي وضعها قانون الغذاء البرازيلي. التهديدات الأخرى هي السدود وما يقرب من 70 نوعًا تم إدخالها، بما في ذلك 46 نوعًا من الأسماك غير المحلية والجذادية الطفيلية Lernaea cyprinacea. العديد من الأنواع المحلية مهددة بشكل خطير، وقد لوحظ انخفاض عام في الوفرة وثراء الأنواع. نجح البعض في توطن مع التغييرات. ولا يُعرف سمك السلور Potamarius grandoculis إلا من المنطقة المجاورة لمصب نهري باريبا دي سول و دوسي ، ولكنه قد يكون منقرضًا بالفعل.
الأنواع الأخرى المهددة بالانقراض في حوض بارايبا دو سول هي ذوات الصدفتين ديبلودون دونكيريانوس ، و D. expansus و D. fontaineanus ، وسلحفاة (Mesoclemmys hogei).
في عام 2010، نشرت خطة وطنية تضم توصيات للمحافظة على حوض النهر. 